# Szociális partnerség Ausztriában
A szociális partnerség kifejezés a szociális partnerek (elsősorban a munkaadói és munkavállalói szövetségek) közötti együttműködési kapcsolatra utal, amelynek célja az érdekellentétek konszenzusos politikával történő feloldása és a nyílt konfliktusok megfékezése.
Az osztrák szociális partnerséget a háború utáni időszaktól napjainkig a munkaadók és a szakszervezetek közötti működő kapcsolat példájának tekintik. Hasonló fogalom a korporativizmus; kritikus kifejezések a konfliktuspartnerség és az "intézményesített osztálykompromisszum".

## A szociális partnerek Ausztriában
Ausztriában a szociális partnerség öt szociális partnerből áll, amelyek mindegyike különböző csoportok érdekeit képviseli. A munkavállalókat a két szociáldemokrata dominanciájú érdekképviselet, a Munkáskamara és az Osztrák Szakszervezeti Szövetség képviseli. A munkaadók érdekeit a kereszténydemokrata dominanciájú Osztrák Szövetségi Gazdasági Kamara képviseli. A negyedik érdekcsoportot, a mezőgazdasági termelők érdekeit a kereszténydemokrata dominanciájú Agrárkamara képviseli, amellyel szemben a Mezőgazdasági Munkáskamara áll.
Az AK, a WKO és az LK olyan érdekképviseletek, amelyeknek az osztrák törvények szerint létezniük kell; törvényben rögzítettek. E három szervezet tagjainak (az AK-ban minden munkavállalónak, a WKO-ban minden vállalkozónak, az LK-ban minden gazdálkodónak) a törvény szerint is tagnak kell lenniük; kötelező tagok. Egyedül az ÖGB az összes tagjának önkéntes szövetsége. A négy szociális partner mindenkori tagjai választásokon döntik el, hogy melyik parlamenti frakció képviselje az érdekeiket.
A politikai pártok után a négy szociális partner a legnagyobb befolyással rendelkezik Ausztria politikai rendszerében. Gyakran részt vesznek a jogalkotási folyamatban, és többek között a törvényeket is ellenőrizhetik.

## Története Ausztriában
Létrejöttének történelmi hátterét a szociáldemokrata és a keresztényszociális tábor közötti 1934-es polgárháború tapasztalatai, valamint az 1945 (Figl I. szövetségi kormány) és 1966 (Klaus I. szövetségi kormány) közötti nagykoalíciók jelentik.
Az 1960-as és 1970-es években a szociális partnerség a párbeszéd eszközévé fejlődött, amely nem korlátozódott a munkaadók és a munkavállalók közötti közvetlen kérdésekre, hanem valamennyi gazdasági és társadalmi ágazatra kiterjedt. A szociális partnerség egyik eszköze az ár- és bérkérdésekkel foglalkozó vegyes bizottság. A szociális partnerek a parlamenti területre is megtették javaslataikat.
A gazdasági körülmények, a társadalmi változások és a megnövekedett politikai nyomás miatt az elmúlt évtizedekben csökkent a szociális partnerség befolyása a gazdaságpolitikai fejleményekre. Az osztrák lakosság körében azonban továbbra is széles körű támogatottságot élvez.